# Rivellia vacillans
Rivellia vacillans är en tvåvingeart som först beskrevs av Walker 1860.  Rivellia vacillans ingår i släktet Rivellia och familjen bredmunsflugor. Inga underarter finns listade i Catalogue of Life.